# Serie Nacional de Béisbol
La Serie Nacional de Béisbol es el torneo amateur de primera división de esta disciplina en Cuba. Se creó a partir de la disolución de la Liga Cubana de Béisbol, de carácter profesional, al triunfo de la Revolución Cubana. La Serie forma parte del Sistema cubano de béisbol. Es la segunda mejor liga de béisbol de Cuba, solo por detrás de la Liga Élite del Béisbol Cubano, misma que fue creada para aglutinar el mejor talento del béisbol nacional y competir en la Serie del Caribe.

## Inicios
En 1960, todavía con el profesionalismo vigente, la Dirección General de Deportes (DGD), encabezada por el entonces capitán del Ejército Rebelde Felipe Guerra Matos, organizó el primer campeonato de béisbol amateur posterior al triunfo de la Revolución Cubana. Aquel torneo tuvo calendarios eliminatorios en las entonces seis provincias del país y al final resultaron campeones de los respectivos territorios: Minas de Matahambre, en Pinar del Río; Universidad de La Habana, en La Habana; Acueducto, en Matanzas; central Obdulio Morales, en Las Villas; Cooperativa arrocera René Almanza, en Camagüey y los Mulos de Nicaro, en Oriente. El campeonato tuvo de escenario a estadios orientales: Julio Antonio Mella, de Las Tunas; Liceo Park, de Holguín, José Martí, de Palma Soriano y Antonio Maceo, de Santiago de Cuba. Fue un evento corto por el sistema de todos contra todos a una sola vuelta y los Mulos de Nicaro (Oriente) se llevaron la corona con balance de cuatro triunfos y un fracaso, tras imponerse en el choque decisivo a la novena de la Universidad de La Habana con cerrado marcador de 6 x 5 tras 10 peleados episodios.
El 23 de febrero de 1961 se creó el Instituto Nacional de Deportes, Educación Física y Recreación (INDER) como organismo rector de las actividades físicas en Cuba, bajo el lema Deporte, Derecho del Pueblo.  En 1962 mediante la Resolución 83-A del INDER, se abolió la práctica del béisbol profesional en Cuba. Con la creación del INDER y la abolición del profesionalismo, desapareció la Liga Cubana de Béisbol con sede en el Estadio Latinoamericano o “coloso del Cerro”, cuya última temporada se celebró en el invierno de 1960-1961, la cual tuvo de elemento distintivo que en las nóminas de Habana, Almendares, Marianao y Cienfuegos  solo había peloteros nativos. 
En ese mismo año 1962 surge la Serie Nacional de Béisbol Amateur, la que pasó a ser el torneo de primera división de esta disciplina en Cuba. Para elegir los equipos participantes se realizaron dos torneos regionales de los cuales clasificaron para la serie los campeones, Habana  y Azucareros, mientras que con los peloteros de los equipos perdedores se integraron Occidente y Oriente. La serie dio comienzo el 14 de enero de 1962, el campeón Nacional resultó el equipo Occidente, Oriente (2.º lugar), Azucareros (3.er lugar) y Habana (4.º lugar), se jugó en un sistema de todos contra todos al mejor de 27 partidos.
Desde entonces la Serie Nacional de Béisbol ha cambiado de estructura, cantidad de participantes y cantidad de juegos. Durante algo más de 20 años se jugó por el sistema de todos contra todos hasta que a mediados de la década de 1980 se instauraron las series de postemporada (Play Off) para decidir el campeón Nacional. 
Hasta 1977, fecha en que se comenzó a jugar a partir de la nueva división política administrativa, se jugó con bate de madera, implemento que fue sustituido por el aluminio por espacio de 22 años, al mismo tiempo que se instauraba el bateador designado en sustitución del pitcher que hasta ese momento formaba parte de la alineación. A mediados de la década de 1980 se establece el nocaut beisbolero, que continúa vigente.

## Estructura de la Liga

### Primeras series. Inestabilidad en el formato (1962-1977)
La primera Serie Nacional fue inaugurada en enero de 1962, siendo la única ocasión en que la temporada transcurrió en un mismo año calendario, a partir de la segunda edición el torneo ha comenzado en noviembre extendiéndose hasta el año siguiente.
El formato original incluía 4 equipos que jugaban todos contra todos hasta completar 27 juegos. La cantidad de juegos se incrementó en las series siguientes: 30 (1962-1963), 38 (1963-1964) y 39 (1964-1965). 
En las temporadas 1965-1966 y 1966-1967 participaron 6 equipos en un torneo a 65 juegos. En la temporada 1967-1968 se aumentó la cantidad de equipos a 12, número que se mantuvo hasta la serie XI (1971-1972) aunque la cantidad de partidos se mantuvo variando en el periodo: 99 (1967-1969) y 66 (1969-1972). 
En la temporada 1973-1974 nuevamente se incrementó el número de equipos a 14, cifra que se mantuvo hasta la serie XVI (1976-1977), mientras el número de partidos fue de 78 (1972-1974) para luego reducirlos a 39 (1974-1977).

### Series de 18 equipos (1978-1992)
Desde la temporada 1977-1978 (serie XVII) y hasta la temporada 1991-1992 (serie XXXI) el campeonato adoptó una estructura de 18 equipos, los cuales competían todos contra todos en un calendario que comenzó con 51 juegos (1977-1983). Posteriormente se cambió a 75 juegos (1983-1985) para terminar con 48 partidos (1985-1992). Los equipos que participaron en esta etapa representaban a las 14 provincias y el municipio especial Isla de la Juventud tal y como quedaron establecidas en la división política-administrativa que se aprobó con la constitución de 1976. Los equipos utilizaban el mismo nombre de la provincia que representaban excepto en aquellas provincias que presentaban dos equipos: Pinar del Río (Vegueros y Forestales), Ciudad de La Habana (Industriales y Metropolitanos) y Matanzas (Henequeneros y Citricultores). 
A partir de la temporada de 1983-1984 el campeonato se dividió en dos zonas: Occidental y Oriental. En la temporada 1985-1986 se incluyó por primera vez la postemporada (PlayOff) en un sistema de todos contra todos a doble vuelta entre 4 equipos, los dos mejores de cada zona.

### Series de 16 equipos (1993-2012) (2013- Actualidad)
Desde la temporada 1992-1993, el campeonato cuenta con 16 equipos, cada equipo representa a una provincia, según la división político administrativa de Cuba, excepto en el caso de Ciudad de La Habana; la capital del país, la cual estuvo representada por 2 equipos, Industriales y Metropolitanos, hasta la temporada 2012-2013, donde se eliminó a este último equipo. Cada equipo está compuesto por los jugadores nativos de la provincia que representan. En Ciudad de La Habana, los mejores jugadores integran la selección de Industriales, tradicionalmente el equipo más ganador de la liga con 12 victorias. Otros equipos tradicionalmente fuertes son: Pinar del Río (10 títulos, 6 como Vegueros), Santiago de Cuba (8) y Villa Clara (4), conocidos popularmente como los cuatro grandes de la pelota cubana. Hasta la Serie XLVII, 2007-2008, la temporada regular de 90 juegos se extendía desde noviembre hasta marzo, y terminaba con una postemporada (Play Off), donde juegan los ocho equipos clasificados durante la etapa regular se disputan el título de la Serie. 
Desde la temporada 2008-2009 la Serie Nacional fue reorganizada, de forma que la clasificación fue por zonas (Los ocho equipos de los grupos A y B en la zona occidental y los ocho equipos de los grupos C y D en la zona oriental). 
En la temporada 2011-2012 se eliminó el equipo La Habana producto de la nueva división administrativa de esa provincia y se incluyeron las nuevos equipos Mayabeque y Artemisa, con lo que participaron por única vez 17 equipos. La serie se extiende a 96 juegos, 6 más que el anterior formato, conservándose el mismo esquema ya existente para la postemporada. 
En la temporada 2012-2013 se eliminó al equipo de Metropolitanos regresando al formato de 16 equipos, además se eliminó la división por zonas y se establecieron dos fases en la temporada: en la primera cada equipo juega 3 partidos contra cada uno de los demás (45 juegos en total), luego los 8 primeros clasifican a la segunda fase (con 5 refuerzos de los equipos no clasificados) donde celebran 6 juegos contra cada rival (42 juegos en total), los resultados de la primera fase se arrastran a la segunda. Los primeros 4 equipos clasifican a las semifinales donde juegan 1.º vs. 4.º y 2.º vs. 3.º en series de 7 partidos a ganar 4, los triunfadores se enfrentan en otra serie de 7 partidos a ganar 4.
A partir de la temporada 2016-2017 se reestructuró la segunda fase reduciendo el número de clasificados a seis equipos. Los cuatro primeros lugares de la primera etapa clasifican de forma directa a  la segunda etapa, mientras que las dos plazas restantes la disputan en la llamada Serie de Comodines donde el quinto lugar enfrenta al octavo y el sexto lugar enfrenta al séptimo en una serie de tres partidos a ganar dos. En la segunda etapa se realizan 45 juegos en tres subseries de a tres juegos enfrentando a los cinco rivales restantes arrastrando la puntuación de la fase anterior. Al finalizar la etapa los primeros 4 equipos se clasifican a las semifinales donde juegan 1.º vs. 4.º y 2.º vs. 3.º en series de 7 partidos a ganar 4, los triunfadores se enfrentan en otra serie de 7 partidos a ganar 4.
| Evento                            | Año  | Equipos participantes | Sistema de juego          | Total de juegos | Play Off (equipos/sistema)               |
| I Serie Nacional de Béisbol       | 1962 | 4                     | Todos vs. todos           | 27              | -                                        |
| II Serie Nacional de Béisbol      | 1963 | 4                     | Todos vs. todos           | 30              | -                                        |
| III Serie Nacional de Béisbol     | 1964 | 4                     | Todos vs. todos           | 38              | -                                        |
| IV Serie Nacional de Béisbol      | 1965 | 4                     | Todos vs. todos           | 39              | -                                        |
| V Serie Nacional de Béisbol       | 1966 | 6                     | Todos vs. todos           | 65              | -                                        |
| VI Serie Nacional de Béisbol      | 1967 | 6                     | Todos vs. todos           | 65              | -                                        |
| VII Serie Nacional de Béisbol     | 1968 | 12                    | Todos vs. todos           | 99              | -                                        |
| VIII Serie Nacional de Béisbol    | 1969 | 12                    | Todos vs. todos           | 99              | -                                        |
| IX Serie Nacional de Béisbol      | 1970 | 12                    | Todos vs. todos           | 66              | -                                        |
| X Serie Nacional de Béisbol       | 1971 | 12                    | Todos vs. todos           | 66              | -                                        |
| XI Serie Nacional de Béisbol      | 1972 | 12                    | Todos vs. todos           | 66              | -                                        |
| XII Serie Nacional de Béisbol     | 1973 | 14                    | Todos vs. todos           | 78              | -                                        |
| XIII Serie Nacional de Béisbol    | 1974 | 14                    | Todos vs. todos           | 78              | -                                        |
| XIV Serie Nacional de Béisbol     | 1975 | 14                    | Todos vs. todos           | 39              | -                                        |
| XV Serie Nacional de Béisbol      | 1976 | 14                    | Todos vs. todos           | 39              | -                                        |
| XVI Serie Nacional de Béisbol     | 1977 | 14                    | Todos vs. todos           | 39              | -                                        |
| XVII Serie Nacional de Béisbol    | 1978 | 18                    | Todos vs. todos           | 51              | -                                        |
| XVIII Serie Nacional de Béisbol   | 1979 | 18                    | Todos vs. todos           | 51              | -                                        |
| XIX Serie Nacional de Béisbol     | 1980 | 18                    | Todos vs. todos           | 51              | -                                        |
| XX Serie Nacional de Béisbol      | 1981 | 18                    | Todos vs. todos           | 51              | -                                        |
| XXI Serie Nacional de Béisbol     | 1982 | 18                    | Todos vs. todos           | 51              | -                                        |
| XXII Serie Nacional de Béisbol    | 1983 | 18                    | Todos vs. todos           | 51              | -                                        |
| XXIII Serie Nacional de Béisbol   | 1984 | 18                    | Dos divisiones            | 75              | -                                        |
| XXIV Serie Nacional de Béisbol    | 1985 | 18                    | Dos divisiones            | 75              | -                                        |
| XXV Serie Nacional de Béisbol     | 1986 | 18                    | Dos zonas                 | 48              | 4 / Todos vs. todos (doble vuelta)       |
| XXVI Serie Nacional de Béisbol    | 1987 | 18                    | Dos zonas                 | 48              | 4 / Todos vs. todos (doble vuelta)       |
| XXVII Serie Nacional de Béisbol   | 1988 | 18                    | Dos zonas                 | 48              | 4 / Todos vs. todos (doble vuelta)       |
| XXVIII Serie Nacional de Béisbol  | 1989 | 18                    | Dos zonas                 | 48              | 4 / Todos vs. todos (doble vuelta)       |
| XXIX Serie Nacional de Béisbol    | 1990 | 18                    | Dos zonas                 | 48              | 4 / Todos vs. todos (doble vuelta)       |
| XXX Serie Nacional de Béisbol     | 1991 | 18                    | Dos zonas                 | 48              | 4 / SF (3 de 5), F (3 de 5)              |
| XXXI Serie Nacional de Béisbol    | 1992 | 18                    | Dos zonas                 | 48              | 4 / SF (3 de 5), F (4 de 7)              |
| XXXII Serie Nacional de Béisbol   | 1993 | 16                    | Cuatro grupos / Dos zonas | 65              | 4 / FZ (4 de 7), F (4 de 7)              |
| XXXIII Serie Nacional de Béisbol  | 1994 | 16                    | Cuatro grupos / Dos zonas | 65              | 4 / FZ (4 de 7), F (4 de 7)              |
| XXXIV Serie Nacional de Béisbol   | 1995 | 16                    | Cuatro grupos / Dos zonas | 65              | 4 / FZ (4 de 7), F (4 de 7)              |
| XXXV Serie Nacional de Béisbol    | 1996 | 16                    | Cuatro grupos / Dos zonas | 65              | 4 / FZ (4 de 7), F (4 de 7)              |
| XXXVI Serie Nacional de Béisbol   | 1997 | 16                    | Cuatro grupos / Dos zonas | 65              | 4 / FZ (4 de 7), F (4 de 7)              |
| XXXVII Serie Nacional de Béisbol  | 1998 | 16                    | Cuatro grupos / Dos zonas | 90              | 8 / Q (3 de 5), FZ (4 de 7), F (4 de 7)  |
| XXXVIII Serie Nacional de Béisbol | 1999 | 16                    | Cuatro grupos / Dos zonas | 90              | 8 / Q (3 de 5), FZ (4 de 7), F (4 de 7)  |
| XXXIX Serie Nacional de Béisbol   | 2000 | 16                    | Cuatro grupos / Dos zonas | 90              | 8 / Q (3 de 5), FZ (4 de 7), F (4 de 7)  |
| XL Serie Nacional de Béisbol      | 2001 | 16                    | Cuatro grupos / Dos zonas | 90              | 8 / Q (3 de 5), FZ (4 de 7), F (4 de 7)  |
| XLI Serie Nacional de Béisbol     | 2002 | 16                    | Cuatro grupos / Dos zonas | 90              | 8 / Q (3 de 5), FZ (4 de 7), F (4 de 7)  |
| XLII Serie Nacional de Béisbol    | 2003 | 16                    | Cuatro grupos / Dos zonas | 90              | 8 / Q (3 de 5), FZ (4 de 7), F (4 de 7)  |
| XLIII Serie Nacional de Béisbol   | 2004 | 16                    | Cuatro grupos / Dos zonas | 90              | 8 / Q (3 de 5), FZ (4 de 7), F (4 de 7)  |
| XLIV Serie Nacional de Béisbol    | 2005 | 16                    | Cuatro grupos / Dos zonas | 90              | 8 / Q (3 de 5), FZ (4 de 7), F (4 de 7)  |
| XLV Serie Nacional de Béisbol     | 2006 | 16                    | Cuatro grupos / Dos zonas | 90              | 8 / Q (3 de 5), FZ (4 de 7), F (4 de 7)  |
| XLVI Serie Nacional de Béisbol    | 2007 | 16                    | Cuatro grupos / Dos zonas | 90              | 8 / Q (3 de 5), FZ (4 de 7), F (4 de 7)  |
| XLVII Serie Nacional de Béisbol   | 2008 | 16                    | Cuatro grupos / Dos zonas | 90              | 8 / Q (3 de 5), FZ (4 de 7), F (4 de 7)  |
| XLVIII Serie Nacional de Béisbol  | 2009 | 16                    | Cuatro grupos / Dos zonas | 90              | 8 / Q (3 de 5), FZ (4 de 7), F (4 de 7)  |
| XLIX Serie Nacional de Béisbol    | 2010 | 16                    | Dos zonas                 | 90              | 8 / Q (4 de 7), FZ (4 de 7), F (4 de 7)  |
| L Serie Nacional de Béisbol       | 2011 | 16                    | Dos zonas                 | 90              | 8 / Q (4 de 7), FZ (4 de 7), F (4 de 7)  |
| LI Serie Nacional de Béisbol      | 2012 | 17                    | Dos zonas                 | 96              | 8 / Q (4 de 7), FZ (4 de 7), F (4 de 7)  |
| LII Serie Nacional de Béisbol     | 2013 | 16                    | Una zona, dos fases       | 45(1.ª)+42(2.ª) | 4 / SF (4 de 7), F (4 de 7)              |
| LIII Serie Nacional de Béisbol    | 2014 | 16                    | Una zona, dos fases       | 45(1.ª)+42(2.ª) | 4 / SF (4 de 7), F (4 de 7)              |
| LIV Serie Nacional de Béisbol     | 2015 | 16                    | Una zona, dos fases       | 45(1.ª)+42(2.ª) | 4 / SF (4 de 7), F (4 de 7)              |
| LV Serie Nacional de Béisbol      | 2016 | 16                    | Una zona, dos fases       | 45(1.ª)+42(2.ª) | 4 / SF (4 de 7), F (4 de 7)              |
| LVI Serie Nacional de Béisbol     | 2017 | 16                    | Una zona, dos fases       | 45(1.ª)+45(2.ª) | 4 / SF (4 de 7), F (4 de 7)              |
| LVII Serie Nacional de Béisbol    | 2018 | 16                    | Una zona, dos fases       | 45(1.ª)+45(2.ª) | 4 / SF (4 de 7), F (4 de 7)              |
| LVIII Serie Nacional de Béisbol   | 2019 | 16                    | Una zona, dos fases       | 45(1.ª)+45(2.ª) | 4 / SF (4 de 7), F (4 de 7)              |
| LIX Serie Nacional de Béisbol     | 2020 | 16                    | Una zona, dos fases       | 45(1.ª)+45(2.ª) | 4 / SF (3 de 5), F (4 de 7)              |
| LX Serie Nacional de Béisbol      | 2021 | 16                    | Una zona, una fase        | 75              | 8 / QF (3 de 5), SF (4 de 7), F (4 de 7) |
| LXI Serie Nacional de Béisbol     | 2022 | 16                    | Una zona, una fase        | 75              | 8 / QF (4 de 7), SF (4 de 7), F (4 de 7) |
| LXII Serie Nacional de Béisbol    | 2023 | 16                    | Una zona, una fase        | 75              | 8 / QF (4 de 7), SF (4 de 7), F (4 de 7) |
| LXIII Serie Nacional de Béisbol   | 2024 | 16                    | Una zona, una fase        | 75              | 8 / QF (4 de 7), SF (4 de 7), F (4 de 7) |
| --------------------------------- | ---- | --------------------- | ------------------------- | --------------- | ---------------------------------------- |

### Leyenda
Q: cuartos de final; SF: semifinal; FZ: final de zona; F: final
(3 de 5), (4 de 7): esquema de series de PlayOff, el primer número es la cantidad de partidos que debe ganar un equipo para triunfar en la serie, el segundo el número de partidos máximo a celebrarse.

## Equipos en las tres primeras posiciones en Series Nacionales
| Serie   | Año  | 1.er Lugar       | 2.º Lugar           | 3.er Lugar          |
| I       | 1962 | Occidente        | Oriente             | Azucareros          |
| II      | 1963 | Industriales     | Orientales          | Occidentales        |
| III     | 1964 | Industriales     | Occidentales        | Azucareros          |
| IV      | 1965 | Industriales     | Occidentales        | Granjeros           |
| V       | 1966 | Industriales     | Orientales          | Henequeneros        |
| VI      | 1967 | Orientales       | Industriales        | Occidentales        |
| VII     | 1968 | Habana           | Industriales        | Azucareros          |
| VIII    | 1969 | Azucareros       | Industriales        | Habana              |
| IX      | 1970 | Henequeneros     | Mineros             | Azucareros          |
| X       | 1971 | Azucareros       | Habana              | Granjeros           |
| XI      | 1972 | Azucareros       | Mineros             | Industriales        |
| XII     | 1973 | Industriales     | Habana              | Azucareros          |
| XIII    | 1974 | Habana           | Constructores       | Azucareros          |
| XIV     | 1975 | Agricultores     | Vegueros            | Constructores       |
| XV      | 1976 | Ganaderos        | Metropolitanos      | Vegueros            |
| XVI     | 1977 | Citricultores    | Vegueros            | Metropolitanos      |
| XVII    | 1978 | Vegueros         | Industriales        | Camagüey            |
| XVIII   | 1979 | Sancti Spíritus  | Villa Clara         | Vegueros            |
| XIX     | 1980 | Santiago de Cuba | Villa Clara         | Forestales          |
| XX      | 1981 | Vegueros         | Villa Clara         | Citricultores       |
| XXI     | 1982 | Vegueros         | Citricultores       | Metropolitanos      |
| XXII    | 1983 | Villa Clara      | Citricultores       | Camagüey            |
| XXIII   | 1984 | Citricultores    | Industriales        | Villa Clara         |
| XXIV    | 1985 | Vegueros         | Camagüey            | La Habana           |
| XXV     | 1986 | Industriales     | Vegueros            | Villa Clara         |
| XXVI    | 1987 | Vegueros         | Santiago de Cuba    | Industriales        |
| XXVII   | 1988 | Vegueros         | Santiago de Cuba    | La Habana           |
| XXVIII  | 1989 | Santiago de Cuba | Industriales        | Granma              |
| XXIX    | 1990 | Henequeneros     | Santiago de Cuba    | Industriales        |
| XXX     | 1991 | Henequeneros     | Camagüey            | La Habana           |
| XXXI    | 1992 | Industriales     | Henequeneros        | Camagüey            |
| XXXII   | 1993 | Villa Clara      | Pinar del Río       | Industriales        |
| XXXIII  | 1994 | Villa Clara      | Industriales        | Santiago de Cuba    |
| XXXIV   | 1995 | Villa Clara      | Pinar del Río       | La Habana           |
| XXXV    | 1996 | Industriales     | Villa Clara         | Santiago de Cuba    |
| XXXVI   | 1997 | Pinar del Río    | Villa Clara         | Santiago de Cuba    |
| XXXVII  | 1998 | Pinar del Río    | Santiago de Cuba    | Camagüey            |
| XXXVIII | 1999 | Santiago de Cuba | Industriales        | Isla de la Juventud |
| XXXIX   | 2000 | Santiago de Cuba | Pinar del Río       | Industriales        |
| XL      | 2001 | Santiago de Cuba | Pinar del Río       | Camagüey            |
| XLI     | 2002 | Holguín          | Sancti Spíritus     | Pinar del Río       |
| XLII    | 2003 | Industriales     | Villa Clara         | Pinar del Río       |
| XLIII   | 2004 | Industriales     | Villa Clara         | Pinar del Río       |
| XLIV    | 2005 | Santiago de Cuba | La Habana           | Sancti Spíritus     |
| XLV     | 2006 | Industriales     | Santiago de Cuba    | Sancti Spíritus     |
| XLVI    | 2007 | Santiago de Cuba | Industriales        | Villa Clara         |
| XLVII   | 2008 | Santiago de Cuba | Pinar del Río       | Villa Clara         |
| XLVIII  | 2009 | La Habana        | Villa Clara         | Ciego de Ávila      |
| XLIX    | 2010 | Industriales     | Villa Clara         | La Habana           |
| L       | 2011 | Pinar del Río    | Ciego de Ávila      | Cienfuegos          |
| LI      | 2012 | Ciego de Ávila   | Industriales        | Matanzas            |
| LII     | 2013 | Villa Clara      | Matanzas            | Cienfuegos          |
| LIII    | 2014 | Pinar del Río    | Matanzas            | Industriales        |
| LIV     | 2015 | Ciego de Ávila   | Isla de la Juventud | Matanzas            |
| LV      | 2016 | Ciego de Ávila   | Pinar del Río       | Matanzas            |
| LVI     | 2017 | Granma           | Ciego de Ávila      | Matanzas            |
| LVII    | 2018 | Granma           | Las Tunas           | Matanzas            |
| LVIII   | 2019 | Las Tunas        | Villa Clara         | Sancti Spiritus     |
| LIX     | 2020 | Matanzas         | Camagüey            | Las Tunas           |
| LX      | 2021 | Granma           | Matanzas            | Las Tunas           |
| LXI     | 2022 | Granma           | Matanzas            | Sancti Spíritus     |
| LXII    | 2023 | Las Tunas        | Industriales        | Santiago de Cuba    |
| LXIII   | 2024 | Las Tunas        | Pinar del Río       | Granma              |
| ------- | ---- | ---------------- | ------------------- | ------------------- |

## Campeones en Series Nacionales de Béisbol
| Serie | Año  | Campeón              | Mentor              | G-P temporada | G-P PlayOff |
| ----- | ---- | -------------------- | ------------------- | ------------- | ----------- |
| 1     | 1962 | Occidentales         | Fermín Guerra       | 18-9          | -           |
| 2     | 1963 | Industriales         | Ramón Carneado      | 16-14         | 2-1*        |
| 3     | 1964 | Industriales (2)     | Ramón Carneado      | 22-13         | -           |
| 4     | 1965 | Industriales (3)     | Ramón Carneado      | 25-14         | -           |
| 5     | 1966 | Industriales (4)     | Ramón Carneado      | 40-25         | -           |
| 6     | 1967 | Orientales           | Roberto Ledo        | 36-29         | -           |
| 7     | 1968 | Habana               | Juan Gómez          | 74-25         | -           |
| 8     | 1969 | Azucareros           | Servio Borges       | 69-30         | -           |
| 9     | 1970 | Henequeneros         | Miguel A. Domínguez | 50-16         | -           |
| 10    | 1971 | Azucareros (2)       | Servio Borges       | 49-16         | -           |
| 11    | 1972 | Azucareros (3)       | Pedro P. Delgado    | 52-14         | 2-1*        |
| 12    | 1973 | Industriales (5)     | Pedro Chávez        | 53-25         | -           |
| 13    | 1974 | Habana (2)           | Jorge Trigoura      | 52-26         | -           |
| 14    | 1975 | Agricultores         | Orlando Leroux      | 24-15         | -           |
| 15    | 1976 | Ganaderos            | Carlos Gómez        | 29-9          | -           |
| 16    | 1977 | Citricultores        | Juan Bregio         | 26-12         | -           |
| 17    | 1978 | Vegueros             | José M. Pineda      | 36-14         | -           |
| 18    | 1979 | Sancti Spíritus      | Cándido Andrade     | 39-12         | -           |
| 19    | 1980 | Santiago de Cuba     | Manuel Miyar        | 35-16         | -           |
| 20    | 1981 | Vegueros (2)         | José M. Pineda      | 36-15         | -           |
| 21    | 1982 | Vegueros (3)         | Jorge Fuentes       | 36-15         | -           |
| 22    | 1983 | Villa Clara          | Eduardo Martín      | 41-8          | -           |
| 23    | 1984 | Citricultores (2)    | Tomás Soto          | 52-23         | -           |
| 24    | 1985 | Vegueros (4)         | Jorge Fuentes       | 57-18         | -           |
| 25    | 1986 | Industriales (6)     | Pedro Chávez        | 37-11         | 6-0         |
| 26    | 1987 | Vegueros (5)         | Jorge Fuentes       | 34-13         | 5-1         |
| 27    | 1988 | Vegueros (6)         | Jorge Fuentes       | 35-13         | 5-1         |
| 28    | 1989 | Santiago de Cuba (2) | Higinio Vélez       | 29-19         | 5-1         |
| 29    | 1990 | Henequeneros (2)     | Gerardo Junco       | 37-11         | 4-2         |
| 30    | 1991 | Henequeneros (3)     | Gerardo Junco       | 33-15         | 6-1         |
| 31    | 1992 | Industriales (7)     | Jorge Trigoura      | 36-12         | 7-1         |
| 32    | 1993 | Villa Clara (2)      | Pedro Jova          | 42-23         | 8-3         |
| 33    | 1994 | Villa Clara (3)      | Pedro Jova          | 43-22         | 8-5         |
| 34    | 1995 | Villa Clara (4)      | Pedro Jova          | 44-18         | 8-2         |
| 35    | 1996 | Industriales (8)     | Pedro Medina        | 41-22         | 8-2         |
| 36    | 1997 | Vegueros (7)         | Jorge Fuentes       | 50-15         | 8-0         |
| 37    | 1998 | Vegueros (8)         | Alfonso Urquiola    | 56-34         | 11-5        |
| 38    | 1999 | Santiago de Cuba (3) | Higinio Vélez       | 46-44         | 11-7        |
| 39    | 2000 | Santiago de Cuba (4) | Higinio Vélez       | 62-28         | 11-0        |
| 40    | 2001 | Santiago de Cuba (5) | Higinio Vélez       | 55-35         | 11-4        |
| 41    | 2002 | Holguín              | Héctor Hernández    | 55-35         | 11-6        |
| 42    | 2003 | Industriales (9)     | Rey Vicente Anglada | 66-23         | 11-2        |
| 43    | 2004 | Industriales (10)    | Rey Vicente Anglada | 52-38         | 11-4        |
| 44    | 2005 | Santiago de Cuba (6) | Antonio Pacheco     | 55-35         | 11-2        |
| 45    | 2006 | Industriales (11)    | Rey Vicente Anglada | 56-34         | 11-7        |
| 46    | 2007 | Santiago de Cuba (7) | Antonio Pacheco     | 57-32         | 11-6        |
| 47    | 2008 | Santiago de Cuba (8) | Antonio Pacheco     | 61-29         | 11-2        |
| 48    | 2009 | La Habana            | Esteban Lombillo    | 57-33         | 12-3        |
| 49    | 2010 | Industriales (12)    | Germán Mesa         | 47-43         | 12-6        |
| 50    | 2011 | Vegueros (9)         | Alfonso Urquiola    | 50-39         | 12-6        |
| 51    | 2012 | Ciego de Ávila       | Roger Machado       | 54-42         | 12-6        |
| 52    | 2013 | Villa Clara (5)      | Ramón Moré          | 50-37         | 8-3         |
| 53    | 2014 | Vegueros (10)        | Alfonso Urquiola    | 52-35         | 8-5         |
| 54    | 2015 | Ciego de Ávila (2)   | Roger Machado       | 50-37         | 8-4         |
| 55    | 2016 | Ciego de Ávila (3)   | Roger Machado       | 54-32         | 8-3         |
| 56    | 2017 | Granma               | Carlos Martí        | 50-40         | 8-3         |
| 57    | 2018 | Granma (2)           | Carlos Martí        | 51-39         | 8-4         |
| 58    | 2019 | Las Tunas            | Pablo Civil         | 61-44         | 8-2         |
| 59    | 2020 | Matanzas             | Armando Ferrer      | 52-38         | 7-3         |
| 60    | 2021 | Granma (3)           | Carlos Martí        | 48-27         | 11-6        |
| 61    | 2022 | Granma (4)           | Carlos Martí        | 43-32         | 12-4        |
| 62    | 2023 | Las Tunas (2)        | Abeysi Pantoja      | 45-29         | 12-2        |
| 63    | 2024 | Las Tunas (3)        | Abeysi Pantoja      | 42-28         | 12-5        |

### Leyenda
G-P: juegos ganados y perdidos
- En estas temporadas no existían los juegos de PlayOff, al quedar dos equipos empatados en la fase de todos contra todos se celebró una serie de 3 partidos a ganar dos para definir el campeón.

## Equipos campeones en Series Nacionales (1962-2024)
| Equipo                         | Temporada debut | Campeonatos | 2.º lugar | 3.er lugar | Años de Campeón                                                        |
| Industriales de La Habana      | 1962-1963       | 12          | 11        | 6          | 1963, 1964, 1965, 1966, 1973, 1986, 1992, 1996, 2003, 2004, 2006, 2010 |
| Avispas de Santiago de Cuba    | 1977-1978       | 8           | 5         | 4          | 1980, 1989, 1999, 2000, 2001, 2005, 2007, 2008                         |
| Vegueros Béisbol Club1         | 1967-1968       | 6           | 3         | 2          | 1978, 1981, 1982, 1985, 1987, 1988                                     |
| Naranjas de Villa Clara        | 1977-1978       | 5           | 10        | 4          | 1983, 1993, 1994, 1995, 2013                                           |
| Vegueros de Pinar del Río      | 1967-1968       | 4           | 6         | 3          | 1997, 1998, 2011, 2014                                                 |
| Alazanes de Granma             | 1977-1978       | 4           | 0         | 1          | 2017, 2018, 2021, 2022                                                 |
| Tigres de Ciego de Ávila       | 1977-1978       | 3           | 2         | 1          | 2012, 2015, 2016                                                       |
| Leñadores de Las Tunas         | 1977-1978       | 3           | 1         | 2          | 2019, 2023, 2024                                                       |
| Henequeneros de Matanzas2      | 1965-1966       | 3           | 1         | 1          | 1970, 1990, 1991                                                       |
| Azucareros de Las Villas3      | 1961-1962       | 3           | 0         | 6          | 1969, 1971, 1972                                                       |
| Marrones del Habana4           | 1961-1962       | 2           | 2         | 1          | 1968, 1974                                                             |
| Citricultores de Matanzas 2    | 1974-1975       | 2           | 2         | 1          | 1977, 1984                                                             |
| Cocodrilos de Matanzas         | 1967-1968       | 1           | 4         | 5          | 2020                                                                   |
| Orientales                     | 1962-1963       | 1           | 3         | 0          | 1967                                                                   |
| Occidente                      | 1961-1962       | 1           | 2         | 2          | 1962                                                                   |
| Vaqueros de La Habana          | 1982-1983       | 1           | 1         | 5          | 2009                                                                   |
| Gallos de Sancti Spíritus      | 1977-1978       | 1           | 1         | 4          | 1979                                                                   |
| Agricultores de La Habana      | 1970-1971       | 1           | 0         | 0          | 1975                                                                   |
| Ganaderos de Camagüey          | 1967-1968       | 1           | 0         | 0          | 1976                                                                   |
| Cachorros de Holguín           | 1970-1971       | 1           | 0         | 0          | 2002                                                                   |
| Toros de Camagüey              | 1977-1978       | 0           | 3         | 5          |                                                                        |
| Mineros de Oriente             | 1967-1968       | 0           | 2         | 0          |                                                                        |
| Metropolitanos de La Habana    | 1976-1977       | 0           | 1         | 2          |                                                                        |
| Constructores de La Habana     | 1973-1974       | 0           | 1         | 1          |                                                                        |
| Piratas de Isla de la Juventud | 1977-1978       | 0           | 1         | 1          |                                                                        |
| Elefantes de Cienfuegos        | 1975-1976       | 0           | 0         | 2          |                                                                        |
| Granjeros de Camagüey          | 1964-1965       | 0           | 0         | 2          |                                                                        |
| Forestales Béisbol Club        | 1974-1975       | 0           | 0         | 1          |                                                                        |
| ------------------------------ | --------------- | ----------- | --------- | ---------- | ---------------------------------------------------------------------- |

### Leyenda
1 El equipo Vegueros era uno de los dos equipos que representaba a la provincia de Pinar del Río entre 1967 y 1992; entre la VII y XIII serie (1967-1974) junto con el equipo Pinar del Río y entre la XIV y XXXI serie (1974-1992) junto al equipo Forestales. A partir de la temporada 1992-1993 la provincia pasó a ser representada por un único equipo, con el nombre de Pinar del Río.
2 Los equipos Henequeneros y Citricultores representaban a la provincia de Matanzas. A partir de la temporada 1992-1993 la provincia pasó a ser representada por un único equipo, con el nombre de Matanzas.
3 El equipo Azucareros representaba a la provincia de Las Villas la que luego de la división política-administrativa de 1976 se dividió en Villa Clara, Cienfuegos y Sancti Spíritus.
4 Este equipo junto a Industriales representaban a la provincia Habana previa a la división política-administrativa de 1976, luego de ese año la provincia se dividió en Ciudad de La Habana (representada por Industriales y Metropolitanos) y la provincia La Habana (representada por el equipo La Habana que resultó campeón en la XLIX Serie Nacional en el 2010). Luego de nuevos cambios político-administrativos la provincia La Habana desapareció en 2011 dando lugar a Artemisa y Mayabeque.
En negritas se ponen los equipos que en 2012 aún participan en las Series Nacionales, mientras en cursivas aquellos que ya no compiten.

## Equipos que más han ganado consecutivamente
| Equipo           | Campeonatos | Año                 | Director       |
| ---------------- | ----------- | ------------------- | -------------- |
| Industriales     | 4           | 1963,1964,1965,1966 | Ramón Carneado |
| Villa Clara      | 3           | 1993,1994,1995      | Pedro Jova     |
| Santiago de Cuba | 3           | 1999, 2000, 2001    |                |

## Mánagers más ganadores en Series Nacionales
| Nombre              | Campeonatos | Equipos                | Años                         |
| ------------------- | ----------- | ---------------------- | ---------------------------- |
| Jorge Fuentes       | 5           | Vegueros/Pinar del Río | 1982, 1985, 1987, 1988, 1997 |
| Ramón Carneado      | 4           | Industriales           | 1963, 1964, 1965, 1966       |
| Higinio Vélez       | 4           | Santiago de Cuba       | 1989, 1999, 2000, 2001       |
| Carlos Martí        | 4           | Granma                 | 2017, 2018, 2021, 2022       |
| Pedro Jova          | 3           | Villa Clara            | 1993, 1994, 1995             |
| Rey Vicente Anglada | 3           | Industriales           | 2003, 2004, 2006             |
| Antonio Pacheco     | 3           | Santiago de Cuba       | 2005, 2007, 2008             |
| Alfonso Urquiola    | 3           | Pinar del Río          | 1998, 2011, 2014             |
| Roger Machado       | 3           | Ciego de Ávila         | 2012, 2015, 2016             |
| Servio Borges       | 2           | Azucareros             | 1969, 1972                   |
| José Miguel Pineda  | 2           | Vegueros               | 1978, 1981                   |
| Pedro Chávez        | 2           | Industriales           | 1973, 1986                   |
| Gerardo Junco       | 2           | Henequeneros           | 1990, 1991                   |
| Jorge Trigoura      | 2           | Habana/Industriales    | 1974, 1992                   |
| Abeysi Pantoja      | 2           | Las Tunas              | 2023, 2024                   |

## La Serie Nacional y el Equipo Cuba
La Serie Nacional de Béisbol es el inicio de la preparación de todos los compromisos del equipo Nacional de Cuba en el verano. La preselección nacional está conformada por los jugadores con mejor actuación en los juegos de la Serie Nacional y son agrupados en La Habana para realizar las prácticas antes de las competencias. En algunas ocasiones se selecciona más de un equipo y se enfrentan entre ellos en varios topes y se escogen a los jugadores que estén en mejor forma para conformar el CUBA.

## Equipos participantes
| Equipo              | Seudónimo  | Sede                  | Estadio                        |
| ------------------- | ---------- | --------------------- | ------------------------------ |
| Pinar del Río       | Vegueros   | Pinar del Río         | Estadio Capitán San Luis       |
| Artemisa            | Cazadores  | Artemisa              | Estadio 26 de Julio            |
| Isla de la Juventud | Piratas    | Nueva Gerona          | Estadio Cristóbal Labra        |
| Industriales        | Leones     | La Habana             | Estadio Latinoamericano        |
| Mayabeque           | Huracanes  | San José de las Lajas | Estadio Nelson Fernández       |
| Matanzas            | Cocodrilos | Matanzas              | Estadio Victoria de Girón      |
| Cienfuegos          | Elefantes  | Cienfuegos            | Estadio Cinco de Septiembre    |
| Sancti Spíritus     | Gallos     | Sancti Spíritus       | Estadio José Antonio Huelga    |
| Villa Clara         | Naranjas   | Santa Clara           | Estadio Augusto César Sandino  |
| Ciego de Ávila      | Tigres     | Ciego de Ávila        | Estadio José Ramón Cepero      |
| Camagüey            | Toros      | Camagüey              | Estadio Cándido González       |
| Las Tunas           | Leñadores  | Las Tunas             | Estadio Julio Antonio Mella    |
| Holguín             | Cachorros  | Holguín               | Estadio Calixto García Íñiguez |
| Granma              | Alazanes   | Bayamo                | Estadio Mártires de Barbados   |
| Santiago de Cuba    | Avispas    | Santiago de Cuba      | Estadio Guillermón Moncada     |
| Guantánamo          | Indios     | Guantánamo            | Estadio Nguyen Van Troi        |